# Primera División 1939 (Argentinië)
In 1939 werd het negende profseizoen gespeeld van de Primera División, de hoogste voetbaldivisie van Argentinië. Independiente werd kampioen.

## Eindstand
| Plaats | Club                        | Wed. | W  | G | V  | Saldo  | Ptn. |
| ------ | --------------------------- | ---- | -- | - | -- | ------ | ---- |
| 01.    | CA Independiente            | 34   | 27 | 2 | 5  | 103:37 | 56   |
| 02.    | CA River Plate              | 34   | 23 | 4 | 7  | 100:43 | 50   |
| 03.    | CA Huracán                  | 34   | 23 | 4 | 7  | 97:56  | 50   |
| 04.    | CA Newell’s Old Boys        | 34   | 17 | 9 | 8  | 77:44  | 43   |
| 05.    | CA San Lorenzo de Almagro   | 34   | 19 | 4 | 11 | 85:55  | 42   |
| 06.    | CA Boca Juniors             | 34   | 17 | 6 | 11 | 64:40  | 40   |
| 07.    | Racing Club                 | 34   | 16 | 6 | 12 | 75:54  | 38   |
| 08.    | Chacarita Juniors           | 34   | 14 | 6 | 14 | 61:54  | 34   |
| 09.    | Estudiantes de La Plata     | 34   | 14 | 6 | 14 | 71:65  | 34   |
| 10.    | CA Vélez Sarsfield          | 34   | 14 | 6 | 14 | 56:66  | 34   |
| 11.    | CA Rosario Central          | 34   | 14 | 5 | 15 | 59:68  | 33   |
| 12.    | CA Lanús                    | 34   | 14 | 2 | 18 | 91:85  | 30   |
| 13.    | CA Tigre                    | 34   | 13 | 4 | 17 | 56:79  | 30   |
| 14.    | CA Platense                 | 34   | 11 | 7 | 16 | 65:72  | 29   |
| 15.    | Gimnasia y Esgrima La Plata | 34   | 10 | 8 | 16 | 50:82  | 28   |
| 16.    | CA Atlanta                  | 34   | 8  | 6 | 20 | 56:93  | 22   |
| 17.    | Club Ferro Carril Oeste     | 34   | 4  | 7 | 23 | 52:112 | 15   |
| 18.    | Argentino de Quilmes        | 34   | 0  | 4 | 30 | 35:148 | 4    |

|  | Kampioen   |
|  | Degradatie |

## Topschutters
| Speler                                       | Speler              | Goals | Club          |
| -------------------------------------------- | ------------------- | ----- | ------------- |
| Vlag van Paraguay                            | Arsenio Erico       | 40    | Independiente |
| Vlag van Spanje (2 feb. 1938 - 10 okt. 1945) | Isidro Lángara      | 34    | San Lorenzo   |
| Vlag van Argentinië                          | Luis Arrieta        | 31    | Lanús         |
| Vlag van Argentinië                          | Herminio Masantonio | 28    | Huracán       |
| Vlag van Argentinië                          | Emilio Baldonedo    | 26    | Huracán       |